# Hebecnema nigricolor
Hebecnema nigricolor är en tvåvingeart som först beskrevs av Fallen 1825.  Hebecnema nigricolor ingår i släktet Hebecnema och familjen husflugor. Arten är reproducerande i Sverige. Inga underarter finns listade i Catalogue of Life.